# Botiga Casa Canivell
La Botiga Casa Canivell és una obra del municipi de Tortosa (Baix Ebre) protegida com a bé cultural d'interès local.

## Descripció
Es tracta d'un comerç situat a la planta baixa de l'immoble nº4 del carrer de Angel, que funciona com a drogueria. Destaca l'ornamentació modernista de la façana, centrada en plafons de fusta que emmarquen les finestres i en els quals, protegits per vidres, hi ha cartells també modernistes, amb lletres estilitzades i decoració floral, que anuncien els tipus de productes que es troben a la venda. Predominen les línies ondulades, igual que en la fusteria de les finestres. A la resta de la façana els revestiments són de carreus de pedra. En l'angle del Carreró de la Sang hi ha un oval decoratiu amb emmarcament de rocalla d'inspiració barroca.
A l'interior, el magatzem conserva prestatges de fusta i la distribució original.

## Història
Segons consta en un dels aparadors, la drogueria fou fundada el 1880, encara que la decoració actual (anys vuitanta i noranta) sembla posterior.